# Rivière Nimepir
La rivière Nimepir est un affluent du lac Magnan, coulant dans l'agglomération de La Tuque, dans la région administrative de la Mauricie, dans la province de Québec, au Canada.
Le bassin versant de la rivière Nimepir est accessible par quelques routes forestières lesquelles se connectent vers l'est à la route 401 qui dessert la partie est du réservoir Gouin.
La surface de la rivière Nimepir est habituellement gelée du début novembre à la mi-mai, toutefois la circulation sécuritaire sur la glace se fait généralement de la mi-novembre à la mi-avril.

## Géographie
Les principaux bassins versants voisins de la rivière Nimepir sont :
- côté nord : lac Magnan, baie Verreau, ruisseau Verreau, lac du Principal, ruisseau à l'Eau Claire ;
- côté est : rivière Papactew, ruisseau Barras, rivière Wapous, lac Berlinguet, ruisseau Berlinguet ;
- côté sud : lac Leclerc, lac Magnan, lac Brochu, Petit lac Brochu, lac Déziel ;
- côté ouest : lac Magnan, passe de la Tête du Magnan, lac McSweeney.

La rivière Nimepir prend sa source à l’embouchure d’un petit lac non identifié (longueur : 0,3 km ; altitude : 448 m) dans le secteur Magnan. Ce lac de tête est enchâssé entre des montagnes dont le sommet atteint 513 m du côté est, 550 m au sud-est et 449 m au Nord. L’embouchure de ce lac de tête est située à :
- 6,8 km au sud-est de l’embouchure de la rivière Nimepir ;
- 5,5 km à l'est du lac Magnan (réservoir Gouin) ;
- 11,0 km au nord-est de la confluence du lac Magnan et du lac Brochu ;
- 33,1 km à l'est du centre du village de Obedjiwan lequel est situé sur une presqu’île de la rive nord du réservoir Gouin ;
- 45,6 km au nord-ouest du barrage Gouin[1].

À partir de sa source, la rivière Nimepir coule sur 8,7 km selon les segments suivants :
- 5,9 km vers le nord, puis vers l'ouest en traversant un lac non identifié (altitude : 417 m) sur 1,6 km, jusqu’à son embouchure ;
- 2,3 km vers le nord-ouest en traversant le lac Nimepir (altitude : 406 m) sur 0,8 km, jusqu’à son embouchure ;
- 0,5 km vers le nord-ouest, jusqu’à son embouchure[1].

La rivière Nimepir se déverse sur la rive sud d’une baie du lac Magnan, en face d’une île (longueur : 4,3 km barrant la sortie de cette baie. Cette baie reçoit les eaux de la rivière Sakiciw, de la rivière Papactew et la décharge du lac Toupin.
L’embouchure de la rivière Nimepir située à :
- 6,5 km au sud-est de la confluence de la baie Verreau et du lac Magnan ;
- 14,9 km au nord de la confluence du lac Magnan et du lac Brochu ;
- 30 km au nord-est du centre du village de Obedjiwan lequel est situé sur une presqu’île de la rive nord du réservoir Gouin ;
- 51,3 km au nord-ouest du barrage Gouin ;
- 106 km au nord-ouest du centre du village de Wemotaci (rive nord de la rivière Saint-Maurice) ;
- 192 km au nord-ouest du centre-ville de La Tuque ;
- 303 km au nord-ouest de l’embouchure de la rivière Saint-Maurice (confluence avec le fleuve Saint-Laurent à Trois-Rivières).

À partir de la confluence de la rivière Nimepir avec le lac Magnan, le courant descend vers le sud-ouest en traversant le lac Magnan, puis vers le sud-est en traversant le lac Brochu et la Baie Kikendatch jusqu’au barrage Gouin. À partir de ce barrage, le courant emprunte la rivière Saint-Maurice jusqu’à Trois-Rivières.

## Toponymie
Le toponyme rivière Nimepir a été officialisé le 31 mai 1984 à la Commission de toponymie du Québec